# استانداری خراسان جنوبی
استانداری خراسان جنوبی یک نهاد مرتبط سازمان امور اداری کشور و نمایندهٔ دولت جمهوری اسلامی ایران در استان خراسان جنوبی است که در شهر بیرجند واقع شده است.

## پیشینه
در سال ۱۳۱۶ بر اساس قانون تقسیمات کشوری، کشور ایران به ۱۰ استان تقسیم شد که خراسان تحت عنوان استان نهم قرار گرفت.
در سال ۱۳۸۳ قانون تقسیم استان خراسان به سه استان تصویب شد و استان‌های خراسان رضوی، خراسان جنوبی و خراسان شمالی ایجاد شدند.

## مدیریت
استان خراسان جنوبی دارای ۱۱ فرمانداری و ۲۹ بخشداری می‌باشد. با تصویب هیئت وزیران در زمستان ۱۳۹۱، فرمانداری طبس به فرمانداری ویژه ارتقا یافت.

### فرمانداری‌ها
- فرمانداری بشرویه
- فرمانداری بیرجند
- فرمانداری خوسف
- فرمانداری درمیان
- فرمانداری زیرکوه
- فرمانداری سرایان
- فرمانداری سربیشه
- فرمانداری طبس
- فرمانداری فردوس
- فرمانداری قائنات
- فرمانداری نهبندان

### ساختار داخلی
- حوزه استاندار
  - دفتر استاندار
  - اداره‌کل حراست
  - اداره‌کل روابط عمومی
  - دفتر مدیریت عملکرد، بازرسی و امور حقوقی
  - دفتر امور بانوان و خانواده
  - مدیریت هسته گزینش[۵]
- معاونت هماهنگی امور اقتصادی
  - دفتر معاونت هماهنگی امور اقتصادی
  - دفتر هماهنگی امور سرمایه‌گذاری و اشتغال
  - دفتر هماهنگی امور اقتصادی
  - سازمان بازارچه‌های مرزی
- معاونت توسعه مدیریت و منابع
  - دفتر معاونت توسعه مدیریت و منابع
  - اداره‌کل امور اداری و مالی
  - دفتر برنامه‌ریزی، بودجه و تحول اداری
  - دفتر فناوری اطلاعات، امنیت فضای مجازی و شبکه دولت
- معاونت هماهنگی امور عمرانی
  - دفتر معاونت هماهنگی امور عمرانی
  - دفتر فنی، امور عمرانی و حمل‌ونقل و ترافیک
  - دفتر امور شهری و شوراها
  - دفتر امور روستایی و شوراها
  - اداره‌کل مدیریت بحران
  - سازمان همیاری شهرداری‌ها[۶]
- معاونت سیاسی، امنیتی و اجتماعی
  - دفتر معاونت سیاسی، امنیتی و اجتماعی
  - دفتر امور سیاسی، انتخابات و تقسیمات کشوری
  - دفتر امور اجتماعی و فرهنگی
  - دفتر امور انتظامی و امنیتی
  - اداره‌کل پدافند غیرعامل
  - اداره‌کل امور اتباع و مهاجرین خارجی[۷]

## بودجه
درآمد عمومی استان خراسان جنوبی در سال ۱۳۹۹، ۴۸۳ میلیارد تومان و هزینه‌های استانی ۲۵۶۶ میلیارد تومان بوده است. همچنین در این سال استان خراسان جنوبی ۱٫۵ درصد بودجه کشور را به خود اختصاص داد.